# Cádiz (Kentucky)
Cádiz (en inglés, Cadiz) es una ciudad ubicada en el condado de Trigg en el estado estadounidense de Kentucky. En el Censo de 2010 tenía una población de 2558 habitantes y una densidad poblacional de 341,27 personas por km².

## Geografía
Cádiz se encuentra ubicada en las coordenadas 36°51′45″N 87°49′1″O / 36.86250, -87.81694. Según la Oficina del Censo de los Estados Unidos, Cádiz tiene una superficie total de 7.5 km², de la cual 7.44 km² corresponden a tierra firme y (0.76%) 0.06 km² es agua.

## Demografía
Según el censo de 2010, había 2558 personas residiendo en Cádiz. La densidad de población era de 341,27 hab./km². De los 2558 habitantes, Cádiz estaba compuesto por el 79.28% blancos, el 17.28% eran afroamericanos, el 0.04% eran amerindios, el 0.66% eran asiáticos, el 0.04% eran isleños del Pacífico, el 0.39% eran de otras razas y el 2.31% pertenecían a dos o más razas. Del total de la población el 0.98% eran hispanos o latinos de cualquier raza.